# Manuel Carrión Ulloa
Manuel Carrión Ulloa (Sevilla, 1817 – Milà, 24 de juliol de 1876) va ser un tenor andalús. Va obtenir grans èxits en els grans escenaris europeus del seu temps.
Va abandonar la carrera militar, tot i que ja era oficial de l'exèrcit, per estudiar cant al Conservatori de Madrid, on va tenir com a professors Baltasar Saldoni i José Maria Reart de Copons.
L'any 1842, va debutar com a cantant al Liceo Artístico y Literario de Madrid. El 1843, en el mateix Liceo, Carrión va ser una de les vuit veus del Miserere, compost pel seu antic professor Baltasar Saldoni, i que va rebre molt bona crítica. Més endavant també va actuar en els teatres de la Cruz i del Circo i.
Es va especialitzar en papers del repertori de Rossini i també va cantar òperes de Verdi, Meyerbeer i Halévy i d'altres. Va cantar per primera vegada a Itàlia el 1852; en el Teatro alla Canobbiana de Milà, va interpretar el paper de Rodingo a Fiorina o La Fanciulla di Glaris, de Carlo Pedrotti, que en el llibret publicat per a l'ocasió, indica que és un Melodramma Semiserio in due atti i Carrión hi figura com Emanuele Carrion, nom amb què se'l va conèixer a Itàlia des de llavors. Després va actuar al Teatro Carcano, interpretant el rol d'Amenofis al Mosè in Egitto, de Rossini. El 1853 va debutar a La Scala representant el Duc de Màntua a Rigoletto. El 1854 va cantar l'òpera Marco Visconti, d'Errico Petrella al Teatro San Carlo de Nàpols, on va tenir com a companys de cartell Giuseppina Medori i Filippo Coletti. La mateixa òpera va cantar-la en el Teatro Carlo Felice de Gènova, on també va cantar La sonnambula i Il pirata. El 1859 canta a Torí, al teatro Regio, on és un dels dos primi tenori assoluti, essent-ne l'altre Remigio Bertolini.
Va tenir una carrera molt brillant, especialment a Itàlia, i era admirat especialment pel seu domini de la tècnica del cant. També hi ha registrades actuacions destacades de Carrión a Viena, Moscou, París, on va debutar el 1855. A Barcelona, el novembre i desembre de 1862 va cantar en el Liceu, representant el paper de Sir Edgardo di Ravenswood a Lucia di Lammermoor. A l'Almanaque del Diario de Barcelona de 1873, en una crònica de l'activitat del Liceu aquella temporada, es comenta l'actuació de Carrión a qui dediquen alguna crítica i també elogis: «Posee este cantor una voz de tenor robusta y vibrante, aunque ya algo cansada, y por consiguiente poco espontánea en ciertos puntos; y a más tiene conocimientos poco comunes en el arte del canto con otras cualidades recomendables». A causa de les crítiques rebudes, Carrión va decidir rescindir el contracte amb el Liceu. El 1875 va interpretar I promessi sposi en el Teatro Castelli de Milà i en la ressenya que se'n va publicar a la Gazzetta Musicale di Milano, l'autor diu d'ell: «el Carrion sembla que no es trobi a gust en el seu paper».
L'any 1875, Manuel Carrión es va retirar de l'escena i va crear una escola de cant a Milà, ciutat on va morir el 24 de juliol de 1976.